# Жељко Дрчелић
Жељко Дрчелић (1976) је председник Црвене звезде где је на тој функцији наследио Небојшу Човића. Такође је и бизнисмен.

## Пословна каријера
Жељко Дрчелић је сувласник и власник најмање 11 фирми, међу којима су „Конкорд Вест“, „Санивест“, „Греен Ресиденце“, „Б52 Инвест“, „Инфинитифит Д.О.О“ и „Силекс“. Компанија „Конкорд Вест“ ангажована је на више државних пројеката, укључујући изградњу стадиона у Зајечару (буџет око 28,5 милиона €), реконструкцију Музеја града Београда (≈43 милиона €), монтажу монтажних кућица за БЕЛИ (≈1 милијарда динара), као и послове за Електропривреду Србије и Дирекцију за грађевинско земљиште. Са Остојом Мијаиловићем, председником КК Партизан, Дрчелић гради луксузне стамбене комплексе на Бежанијској коси и Копаонику.

## Улога у спорту
У децембру 2024. године, Небојша Човић га именује за председника Управног одбора КК Црвена звезда, наследивши самог Човића. Као новоизабрани председник, Дрчелић потенцијално представља будућег дугорочног лидера клуба.